# Linia kolejowa nr 741
Linia kolejowa nr 741 – pierwszorzędna, w większości dwutorowa, zelektryfikowana linia kolejowa łącząca posterunek odgałęźny Mimowola i stację Jaksice. Linia pozwala na ominięcie stacji Inowrocław, co znajduje zastosowanie w ruchu pociągów towarowych.

## Przebieg

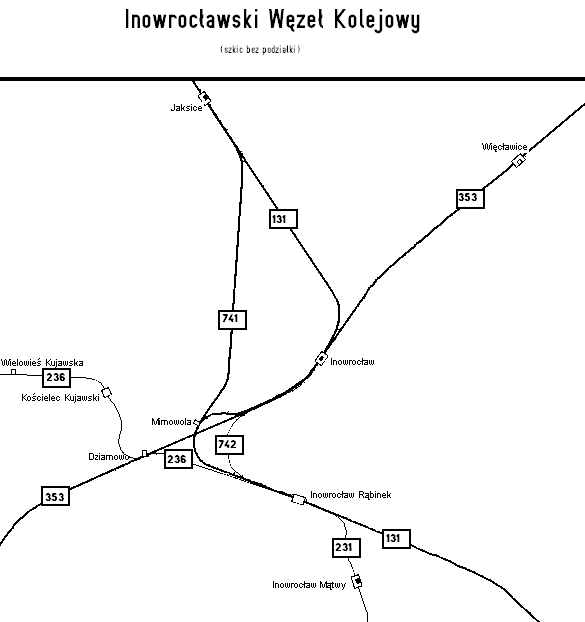
Inowrocławski Węzeł Kolejowy

Linia kolejowa nr 741 znajduje się w Inowrocławskim Węźle Kolejowym. Szlak zaczyna się na posterunku odgałęźnym Mimowola (obecnie sterowanym zdalnie ze stacji Inowrocław Towarowy), znajdującym się na zachód od Inowrocławia, a następnie biegnie na północ z lekkim odchyleniem wschodnim. W pobliżu linii nr 131 skręca na północny zachód i przez ok. kilometr biegnie po jej zachodniej stronie. Linia kończy się na stacji Jaksice położonej na północ od miasta.
Linia w całości znajduje się na terenie powiatu inowrocławskiego.

## Historia

### Magistrala Węglowa
W 1933 została oddana do użytku Magistrala Węglowa, która połączyła Górnośląski Okręg Przemysłowy z portem w Gdyni. Magistrala w okolicy Inowrocławia wiodła linią kolejową nr 131 (przez miasto oraz stację Inowrocław). Już podczas jej budowy rozważano ominięcie Inowrocławia przez pociągi towarowe.

### Budowa linii
Magistrala Węglowa została zniszczona podczas kampanii wrześniowej. Ze względu na istotność w gospodarce Rzeszy linia została odbudowana i zmodernizowana. 1 czerwca 1941 podjęto decyzje o przebudowie Inowrocławskiego Węzła Kolejowego i budowie linii, która omijałaby stację Inowrocław. Jej budowa trwała niecałe dwa miesiące.

### Dalsza eksploatacja
Zbudowana przez okupanta linia kolejowa dalej służy pociągom towarowym w omijaniu stacji Inowrocław. W 1967, przy okazji elektryfikacji linii kolejowej nr 131, została zelektryfikowana również linia nr 741.
W latach 70. na trasie Tarnowskie Góry – Trójmiasto (prawdopodobnie Port Północny w Gdańsku) ustalono rekord Polski najcięższego składu kolejowego wynoszącego 4180 ton brutto (3040 netto). Pociąg ten ominął Inowrocław linią nr 741.

## Infrastruktura
Linia jest w większości dwutorowa i w całości zelektryfikowana. Znajduje się na niej tylko jedna stacja – Jaksice. Prędkość maksymalna wynosi 80 km/h dla pociągów towarowych oraz 100 km/h dla pociągów pasażerskich.
Na linii znajduje się jeden obiekt inżynieryjny – wiadukt nad starotorzem linii łączącej Inowrocław ze Żninem, przebudowanej w 1965 na odcinku Dziarnowo – Kościelec Kujawski. Linia kolejowa nr 741 na całej swej długości posiada SBL.